# Solokuro (plaats)
Solokuro is een bestuurslaag in het regentschap Lamongan van de provincie Oost-Java, Indonesië. Solokuro telt 2663 inwoners (volkstelling 2010).